# الرجل الفيل (فلم)
الرجل الفيل فيلم أمريكي أُنتج عام1980 من إخراج ديفيد لينش و تأليف كريستوفر دى فور / ايريك برجرين ورشح الفيلم لثمانية جوائز أوسكار.

## القصة
طبيب يحاول مساعدة حالة إنسانيه لشخص لديه تشوهات خلقية منذ الولادة جعلت شكله أشبه بالفيل وجعلت الناس يعجزون عن التصديق بأنّه إنسان، فراحت الشائعات والأقاويل تزعم بأنّه ليس إنساناً وبأن والدته اغتصبها فيل في السيرك لهذا فهو ابن فيل أي أنّه أقرب للحيوانات منه للبشر, وهي مبنية على قصة جوزيف ميريك

## ابطال الفيلم
- أنثوني هوبكنز.........فريدريك تريفز
- جون هورت...........جون ميريك
- آن بانكروفت...........السيدة كيندال
- جون غيلغد............كار جوم

## معلومات اضافيه
مدة عرض الفيلم:124 دقيقة
الدولة: الولايات المتحدة الأمريكية
الألوان: أبيض واسود

## روابط خارجية
- مقالات تستعمل روابط فنية بلا صلة مع ويكي بيانات